# 環球唱片 (台灣)
環球國際唱片（英語：Universal Music Taiwan）是台灣一間唱片公司，通稱台灣環球音樂，是全世界第一大音樂集團環球音樂在台灣的分公司。

## 歷史
- 1992年，寶麗金唱片集團（環球唱片前身）曾收購台灣福茂唱片60%股權，使褔茂曾經為台灣環球的附屬公司；而褔茂同時代理寶麗金旗下品牌Decca。
- 1995年，環球音樂母公司美希亞音樂（Music Corporation of America，簡稱MCA）在臺北市成立子公司「美希亞國際音樂娛樂股份有限公司」（MCA International），同年10月17日聘王偉忠擔任臺灣區總裁[2]。
- 1996年，MCA被加拿大Seagram集團收購。
- 1997年，美希亞國際音樂娛樂改名為「環球國際音樂股份有限公司」，以環球音樂名義發行唱片，歌手有吳大衛、金智娟、黃鶯鶯等。同年，台灣寶麗金曾收購上華唱片60%的股份。
- 1998年，Seagram集團收購寶麗金唱片，與舊的環球音樂合併，成立以原寶麗金為主體的新環球音樂集團。
- 1999年，台灣寶麗金與環球國際音樂合併為「環球國際唱片股份有限公司」（簡稱「環球唱片」），原屬於台灣寶麗金子公司的上華唱片因此成為環球音樂旗下子公司。
- 2000年12月6日，上華唱片正式與台灣環球音樂合併[3]。
- 2002年，褔茂唱片創辦人張人鳳及張耕宇向環球唱片集團回購該批股份，但Decca品牌的代理權仍由褔茂持有，而福茂旗下藝人於香港、中國大陸地區則仍交由環球唱片 (香港)及環球唱片 (中國)負責。
2003年，環球音樂決定正式整合大中華區業務，把香港的正東唱片、新藝寶唱片及台灣的上華唱片運作合併，但仍然保持其獨立品牌。
- 2014年，環球音樂正式收購百代唱片，成為旗下子公司。環球音樂並於2014年6月以旗下音樂子品牌之名，重新將EMI品牌引進華語樂壇，張惠妹為首位加盟歌手兼大中華區品牌總監。（注：金牌大風集團於2008年已成功收購當時科藝百代（EMI Taiwan，含維京百代Virgin Music Chinese）旗下1990－2008年間所有歌曲版權，且於2014年再次被華納音樂集團收購，除了彭羚早期國語專輯版權以外，台灣環球音樂並不擁有過往科藝百代旗下藝人的專輯和歌曲版權。）
- 2023年9月，董事長張松輝宣布退休，由徐毅接棒，擔任環球音樂大中華區主席暨首席執行官。謝定原（William Hsieh）則為環球音樂台灣董事總經理暨環球音樂大中華區高級副總裁。

## 旗下藝人

### 台灣環球唱片
| 男歌手            | 男歌手                       | 男歌手                |
| ----------------- | ---------------------------- | --------------------- |
| 伍佰              | 周湯豪 （祝你好命）          | 吳霏 （艾克斯娛樂）   |
| 吳獻 （好多音樂） | 黃奇斌 （大可文武）          |                       |
| 女歌手            |                              |                       |
| 梁文音            | 李千娜 （劇樂蹦娛樂）        | 孫燕姿 （Make Music） |
| 艾薇 （喜鵲娛樂） | 張清芳                       | 黃玠瑋                |
| 比莉              | A-Lin （众悅娛樂／谷優娛樂） |                       |
| 音樂人            |                              |                       |
| 曾宇謙            | 龔鈺祺                       |                       |

### EMI (台灣)
| 男歌手                           | 男歌手              | 男歌手                  |
| -------------------------------- | ------------------- | ----------------------- |
| 持修 （野聲音娛樂）              |                     |                         |
| 女歌手                           |                     |                         |
| 艾怡良 （三條製作所/天地合娛樂） | 張惠妹 （聲動娛樂） | 楊丞琳 （樹與天空娛樂） |
| 組合                             |                     |                         |
| Boxing樂團 （野聲音娛樂）        |                     |                         |

## 代理發行之藝人
| 男歌手                  | 男歌手                 | 男歌手 |
| ----------------------- | ---------------------- | ------ |
| 羅時豐 （不務正業娛樂） | 林宇中 （Rains Music） | 阿跨面 |
| 宮閣 （宮閣工作室）     |                        |        |
| 女歌手                  |                        |        |
| 許莉潔 （喜歡音樂）     | 游宇潼                 |        |
| 組合                    |                        |        |
| PER6IX （喜歡音樂）     | JADE （多好娛樂）      |        |

## 已解約歌手

### 環球音樂

#### 男
| 環球音樂(台灣)男歌手列表 |          |                    |          |            |                       | |
| 歌手                     | 加入年份 | 簽約類型           | 脫離年份 | 脫離原因   | 新公司                | 註釋 |
| 吳大衛                   | 1997年   | 唱片發行（非全約） | 2000年   | 退居幕後   | -                     | 大聲音樂為製作公司                                                                                       |
| 庹宗華                   | 1997年   | 代理發行（非全約） | 1999年   | 退出樂壇   | -                     | 有容唱片為出品公司                                                                                       |
| 何潤東                   | 1999年   | 製作及發行（全約） | 2000年   | 合約期滿   | 大宇國際唱片          | 2000年改簽 2001年唱片合約轉往擎天娛樂 2002年唱片合約轉往多利安娛樂 2006年轉投當然娛樂 2012年自設達騰娛樂 |
| 潘瑋柏                   | 2002年   | 唱片發行（全約）   | 2016年   | 合約期滿   | 華納音樂              | Alpha Sonic為製作公司 2017年改簽                                                                         |
| 祝釩剛                   | 2002年   | 製作及發行（全約） | 2004年   | 合約期滿   | 愛貝克思 喬傑立娛樂   | 2004年改簽                                                                                               |
| 周傳雄                   | 2004年   | 唱片發行（非全約） | 2010年   | 合約期滿   | 種子音樂              | 哈薩雅琪音樂為製作公司 2011年改簽 2014年唱片合約轉往索尼音樂娛樂                                         |
| 卓義峰                   | 2007年   | 唱片發行（非全約） | 2010年   | 合約期滿   | 豐華唱片              | 2016年改簽                                                                                               |
| 邰正宵                   | 2007年   | 唱片發行（非全約） | 2010年   | 合約期滿   | 亞神音樂              | 心弦音樂為製作公司 2011年改簽                                                                            |
| 迪克牛仔                 | 2007年   | 唱片發行（非全約） | 2010年   | 合約期滿   | 迪克牛仔工作室        | 飛蝶音樂為製作公司 2011年自立                                                                            |
| 賴銘偉                   | 2008年   | 製作及發行（全約） | 2013年   | 合約期滿   | 滾石唱片              | 星光娛樂為经纪公司 2016年改簽                                                                            |
| 紀佳松                   | 2009年   | 唱片發行（非全約） | 2012年   | 合約期滿   | 索尼音樂娛樂          | 巨室音樂為經紀公司 2013年改簽                                                                            |
| 楊宗緯                   | 2011年   | 唱片發行（全約）   | 2015年   | 改簽新公司 | 天浩盛世              | 天熹娛樂為經紀公司 2015年改簽 2020年改簽                                                                 |
| 蔡旻佑                   | 2012年   | 唱片發行（全約）   | 2015年   | 合約期滿   | 一起娛樂 索尼音樂娛樂 | 天熹娛樂為經紀公司 2015年改簽                                                                            |
| 王力宏                   | 2014年   | 代理發行（非全約） | 2016年   | 合約期滿   | 福茂唱片              | 宏聲音樂為出品公司 2017年改簽                                                                            |
| 張棟樑                   | 2015年   | 唱片發行（全約）   | 2018年   | 合約期滿   | 紅豆娛樂              | 廷好娛樂為經紀公司 2018年改簽                                                                            |
| 王大文                   | 2011年   | 唱片發行（全約）   | 2021年   | 合約期滿   |                       | |
| 蕭煌奇                   | 2018年   | 唱片發行（全約）   | 2022年   | 合約期滿   | 華納音樂              | 2023年改簽                                                                                               |

#### 女
| 環球音樂(台灣)女歌手列表 |          |                    |          |            |                | |
| 歌手                     | 加入年份 | 簽約類型           | 脫離年份 | 脫離原因   | 新公司         | 註釋 |
| 金智娟                   | 1997年   | 唱片發行（全約）   | 1999年   | 退出樂壇   | 連銘唱片       | 大聲音樂為製作公司 2007年復出改簽                                                                                             |
| 陳美鳳                   | 1998年   | 唱片發行（全約）   | 2000年   | 退出樂壇   | -              | 上越百靈為製作公司 |
| 黃鶯鶯                   | 1998年   | 唱片發行（全約）   | 2000年   | 退出樂壇   | 華納音樂       | 翠禧音樂為製作公司 2012年復出改簽                                                                                             |
| 林嘉欣                   | 1999年   | 唱片發行（全約）   | 2000年   | 合約期滿   | 科藝百代       | 小島音樂為製作公司 2003年復出改簽                                                                                             |
| 蔡依林                   | 1999年   | 唱片發行（全約）   | 2001年   | 合約期滿   | 新力音樂       | 大聲音樂為製作公司 2002年改簽 2006年轉投國會唱片 2009年自設凌時差音樂並轉投華納音樂 2018年轉投索尼音樂娛樂 2023年轉投華納音樂 |
| 蔡健雅                   | 1999年   | 製作及發行（全約） | 2001年   | 合約期滿   | 華納音樂       | 2003年改簽 2007年轉投亞神音樂 2017年轉投中國環球音樂 2024年轉投亞神音樂                                                       |
| 柳翰雅                   | 1999年   | 唱片發行（全約）   | 2002年   | 合約期滿   | 美妙音樂       | 大聲音樂為製作公司 2014年復出改簽                                                                                             |
| 王利綺                   | 1999年   | 唱片發行（全約）   | 2001年   | 退居幕後   | -              | 大聲音樂為製作公司 |
| 伊雪莉                   | 1999年   | 唱片發行（全約）   | 2000年   | 合約期滿   | -              | 海蝶音樂為製作公司 |
| 高慧君                   | 1999年   | 唱片發行（全約）   | 2002年   | 合約期滿   | 麥耳文化       | 小島音樂為製作公司 2018年改簽                                                                                                 |
| 林佳儀                   | 1999年   | 製作及發行（全約） | 2000年   | 合約期滿   | 艾迪昇娛樂     | 2006年改簽 |
| 吳立琪                   | 2000年   | 製作及發行（全約） | 2003年   | 合約期滿   | -              | - |
| 王樂妍                   | 2001年   | 唱片發行（全約）   | 2013年   | 合約期滿   | 擎天娛樂       | 飛蝶音樂為製作公司 2016年改簽                                                                                                 |
| 張玉華                   | 2001年   | 製作及發行（全約） | 2007年   | 退出樂壇   | -              | - |
| 何耀珊                   | 2003年   | 唱片發行（全約）   | 2005年   | 合約期滿   | 華納音樂       | 磐石製作為製作公司 |
| 何以奇                   | 2006年   | 唱片發行（全約）   | 2010年   | 合約期滿   | 友尼國際娛樂   | 大無限國際娛樂為製作公司 2016年改簽                                                                                           |
| 潘嘉麗                   | 2005年   | 製作及發行（全約） | 2007年   | 改簽新公司 | 大國大熊星娛樂 | 2007年改簽 |
| 黃美珍                   | 2008年   | 製作及發行（全約） | 2012年   | 合約期滿   | 美妙音樂       | 星光娛樂為经纪公司 2013年改簽                                                                                                 |
| 魏如昀                   | 2008年   | 製作及發行（全約） | 2009年   | 改簽新公司 | 亞神音樂       | 2011年改簽 |
| 高以愛                   | 2008年   | 製作及發行（全約） | 2011年   | 合約期滿   | -              | - |
| 李玟                     | 2012年   | 唱片發行（全約）   | 2013年   | 合約期滿   | 華納音樂       | CCL PRODUCTION為製作公司 |
| 梁靜茹                   | 2010年   | 唱片發行（全約）   | 2021年   | 改簽新公司 | 澤山音樂娛樂   | 茹魚得水音樂為製作公司 天熹娛樂经纪公司                                                                                       |
| 陳芳語                   | 2017年   | 唱片發行(全約)     | 2019年   | 合約期滿   | 華風數位       | 理想音樂為經紀公司 2020年改簽新公司                                                                                           |
| 葛仲珊                   | 2016年   | 唱片發行(全約)     | 2019年   | 合約期滿   |                | |
| 王心凌                   | 2012年   | 唱片發行(全約)     | 2023年   | 改簽新公司 | 索尼音樂娛樂   | 天晴娛樂為經紀公司 |
| 林憶蓮                   | 2012年   | 唱片發行(全約)     | 2019年   | 合約期滿   | 索尼音樂娛樂   | Lead Talent為製作公司 2024年改簽新公司                                                                                        |

#### 組合
| 環球音樂(台灣)組合歌手列表 |          |                    |          |                              |              |                          |
| 歌手                       | 加入年份 | 簽約類型           | 脫離年份 | 脫離原因                     | 新公司       | 註釋                     |
| MIB三重唱                  | 1997年   | 唱片發行（非全約） | 1999年   | 團體解散                     | -            | 上越百靈為製作公司       |
| Yummy                      | 2001年   | 唱片發行（非全約） | 2009年   | 團體解散，成員王樂妍單飛發展 | -            | 喜歡音樂為製作公司       |
| Energy                     | 2002年   | 製作及發行（全約） | 2008年   | 團體解散，2024年正式復出     | 相信音樂     | 天熹娛樂為經紀公司       |
| 櫻桃幫                     | 2006年   | 製作及發行（全約） | 2011年   | 團體休團                     | -            | 河岸音樂為經紀公司       |
| 大嘴巴                     | 2007年   | 製作及發行（全約） | 2016年   | 團體解散                     | -            | -                        |
| 神木與瞳                   | 2008年   | 製作及發行（全約） | 2012年   | 團體解散                     | -            | 星光娛樂為经纪公司       |
| 自由發揮                   | 2010年   | 製作及發行（全約） | 2015年   | 單飛                         | -            | 跳蛋工廠為经纪公司       |
| Circus                     | 2010年   | 制作及發行(全約)   | 2014年   | 合約到期解散                 | -            | 傳奇星娛樂為經紀公司     |
| SD5                        | 2011年   | 製作及發行（全約） | 2014年   | 團體解散                     | -            | 爆爆音樂為经纪公司       |
| 蘇打綠／魚丁糸             | 2009年   | 唱片發行（非全約） | 2024年   | 改簽新公司                   | 索尼音樂娛樂 | 蘇打綠有限公司為经纪公司 |

## 軼事
台灣黑膠唱片時代曾經存在的「環球唱片股份有限公司」（Universal Record Co., Ltd.），與台灣環球音樂並無關聯。
台灣環球音樂在合併上華唱片後，一直沿用上華唱片的出版登記編號「局版北市音字第1356號」，而不是沿用原台灣寶麗金的出版登記編號「局版台音字第0397號」；甚至於組建EMI台灣（即現在的科藝百代）後，其出版登記編號亦是使用「局版北市音字第1356號」。

## 外部連結
- 官方网站（繁體中文）
- 環球華語粉絲書的Facebook專頁
- 環球東洋音樂的Facebook專頁
- 台灣環球西洋流行音樂的Facebook專頁
- EMI華語粉絲書的Facebook專頁
- YouTube上的台灣環球唱片頻道
- YouTube上的環球東洋音樂頻道